# Gamma FC
A Gamma FC, egykori labdarúgó-egyesület, melyet 1929-ben alapítottak Gammagyár néven Dél-Budán. 1939-ben egyesült a Budafok FC csapatával, ekkor kapta a Gamma FC nevet. Ezt követően többször változott a neve.

## Története
Az 1930-as években alapított Budafok FC az 1935-36-os idényben szerepelt először az élvonalban. 1939-ben egyesült az akkori Szentimrevárosi SE csapatával, így jött létre a Gamma FC. Legjobb bajnoki eredményét az 1942-43-as és 1943-44-es idényekben érte el egymás után kétszer negyedik helyezéssel. A második világháború befejezése után két idényen át Budai Barátság néven szerepelt, majd 1946-47-es idényben a másodosztályban játszott. Innen ismét visszakerült az élvonalba, ahol még három szezonon keresztül szerepelt, mielőtt beolvadt a Budapesti Előre sportegyesületbe.
A Gamma Optikai Műveknek ezután is volt sportegyesülete. Labdarúgócsapata, évtizedekig a Budapest I. osztályban játszott.

### Az egyesület nevei
A klub fennállása során több alkalommal is nevet változtatott. Ezek a következők voltak:
- 1918–1938: Gammagyár
- 1938–1939: Szentimrevárosi SE (SZISE)
- 1939–1944: Gamma FC
- 1945–1946: Budai Barátság SE
- 1946: Budai Munkás SE
- 1947–1949: MATEOSZ Munkás SE
- 1949–1950: Budapesti Teherfuvar SE

Gamma SK
Gamma LSE

## Eredmények

### Magyar élvonalbeli bajnoki szereplések
Magyar labdarúgó-bajnokság
| Idény   | helyezés | Idény      | helyezés | Idény    | helyezés | Idény   | helyezés |
| ------- | -------- | ---------- | -------- | -------- | -------- | ------- | -------- |
| 1935–36 | 10. hely | 1936–37    | 11. hely | 1937–38  | 10. hely | 1938–39 | 7. hely  |
| 1939–40 | 8. hely  | 1940–41    | 9. hely  | 1941–42  | 7. hely  | 1942–43 | 4. hely  |
| 1943–44 | 4. hely  | 1945. tav. | 8. hely  | 1945–46* | 13. hely | 1947–48 | 8. hely  |
| 1948–49 | 8. hely  | 1949–50    | 8. hely  |          |          |         |          |

*A bajnokságot két csoportban rendezték meg. Az egyesület a keleti csoportban lett 13 helyezett.

## Ismertebb játékosok
* a félkövérrel írt játékosok rendelkeznek felnőtt válogatottsággal.
| - Bonyhádi László - Cseh László - Grosics Gyula - Háda József - Horváth Károly - Kemény Tibor - Kincses Mihály - Király Sándor - Kónya József | - Korányi Mátyás - Kovács Miklós - Magda Béla - Mike István - Monostori Károly - Patkoló Rezső - Péter József - Sütő Károly - Szabó Imre - Szabó György | - Szilvási József - Tagányi Árpád - Toldi Géza - Tóth György - Tóth Lajos - Turay András - Virág István - Zakariás József - Zsolnai János |

## A klub edzői
- Ember József 1945–46
- Király Tivadar 1947–48
- Szabó Péter 1948–49
- Hermann Imre 1949–50
- Sós Károly
- Sári Géza,
- Majoros János,
- Borossay Béla,
- Jenei András